# Advanced Aerospace Threat Identification Program
L'Advanced Aerospace Threat Identification Program ou AATIP (en français : programme d'identification des menaces aérospatiales avancées) est une enquête secrète financée par le gouvernement des États-Unis et visant à étudier des objets volants non identifiés. Le programme a été rendu public le 16 décembre 2017. Le programme a débuté en 2007 à la US Defense Intelligence Agency, avec un financement de 22 millions de dollars sur cinq ans jusqu'à la fin des crédits disponibles en 2012,,. Il aurait pris fin à ce moment selon le département de la Défense des États-Unis, mais le New York Times affirme que le projet semble avoir continué. Cela est confirmé en juin 2020 lorsque l'existence d'un programme militaire similaire, la Unidentified Aerial Phenomenon Task Force (en), non classifiée mais jusqu'alors inconnue, est reconnue.
À la fin du programme, un ex-directeur de l'AATIP, Luis Elizondo, se joint à un groupe de professionnels intéressés pour poursuivre ces efforts à travers l'entreprise à but public (en) « To the Stars »,.

## Historique
Le sénateur américain Harry Reid lance le projet dans le but d’étudier des phénomènes aériens inexpliqués à la demande de son ami, l’homme d’affaires du Nevada et entrepreneur gouvernemental Robert Bigelow  et avec le soutien des sénateurs Ted Stevens et Daniel Inouye, le programme est mis sur pied par la Defense Intelligence Agency en 2007 et s’achève cinq ans plus tard, avec un budget de 22 millions de dollars répartis sur cinq ans,.
Interviewé à la suite de la révélation du programme, Reid a exprimé sa fierté pour son accomplissement et aurait déclaré : « Je pense que c'est l'une des bonnes choses que j'ai accomplies dans mon service au Congrès. J'ai fait quelque chose que personne n'a encore fait auparavant. »,.
Le programme avancé d'identification des menaces aérospatiales a généré un rapport de 490 pages, non encore publié, qui documente des observations d'ovnis dans le monde entier sur plusieurs décennies.
Le programme était dirigé par Luis Elizondo, qui avait démissionné du Pentagone en octobre 2017 pour protester contre le secret du gouvernement et l'opposition à l'enquête, déclarant dans une lettre de démission au secrétaire américain à la Défense James Mattis que le programme n'était pas pris au sérieux.

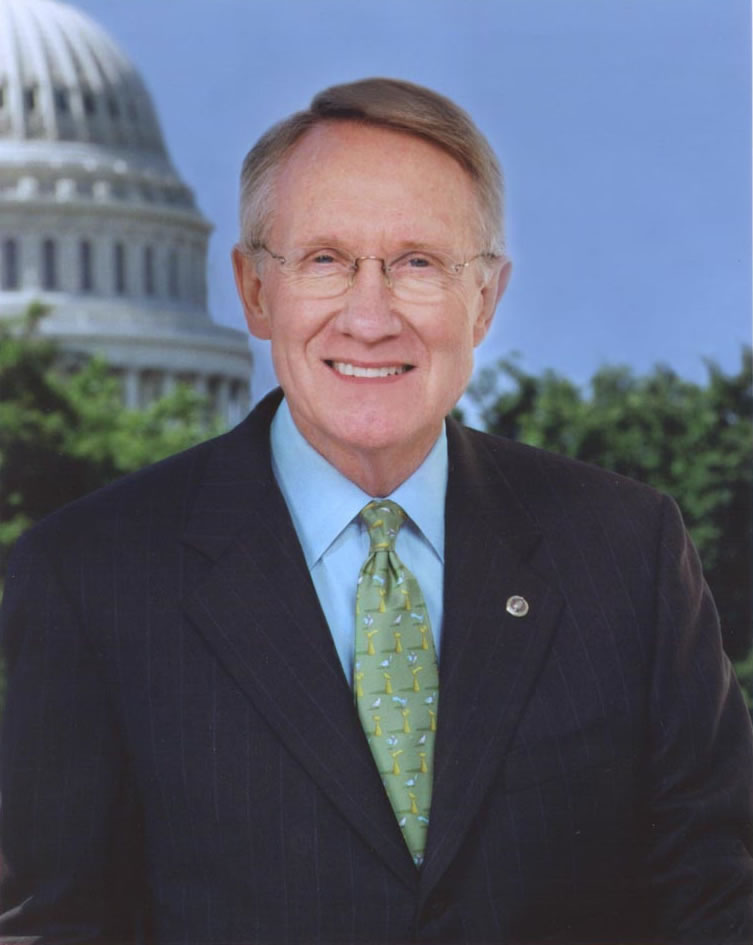
Portrait du sénateur Reid en 2002.

Bien que le département de la Défense des États-Unis ait déclaré que le programme avait pris fin en 2012, son statut exact et sa cessation restent incertains.
Le journal Politico a publié une déclaration anonyme d'un ancien membre du personnel du Congrès : « Au bout d'un moment, le consensus était que nous ne pouvions vraiment rien trouver de substantiel [...] Ils ont produit des tonnes de paperasse. Après tout cela, il n’y avait vraiment rien que nous puissions trouver. Tout cela a pratiquement disparu de cette seule raison - et le niveau d'intérêt a commencé à perdre de la vitesse. Nous n'avons travaillé sur le projet que pendant quelques années. ».
Benjamin Radford a écrit dans Skeptical Inquirer que parmi les rares informations publiées par le programme figurent « plusieurs courtes vidéos de jets militaires rencontrant quelque chose qu’ils ne pouvaient pas identifier ».
Le directeur de programme, Luis Elizondo, a déclaré le 19 décembre 2017 qu'il pensait qu'il y avait « des preuves très convaincantes que nous pourrions ne pas être seuls ».
Une liste complète des 38 études publiées financées par le programme est rendue disponible en janvier 2019.

## Couverture médiatique
L'existence du programme a été rendue publique le 16 décembre 2017 par Politico et le New York Times.
Bien que le programme n'ait pas été nommé officiellement, le chef du programme, Elizondo, a été cité dans le Huffington Post à la fin du mois d'octobre 2017. Quelques jours plus tôt, Elizondo avait annoncé son implication dans la création d'une entreprise du secteur de l'aérospatiale, de la science, du paranormal et du divertissement, "To the Stars, Inc." .
Le 16 décembre 2017, le Washington Post signalait qu'Elizondo était responsable de la publication publique de séquences filmées par des avions de combat américains qui semblaient montrer des objets aériens se manœuvrant de manière inexplicable dans l'incident d'objet aérien USS Princeton. Le journal a également déclaré avoir effectué plusieurs entretiens avec Elizondo et l'ancien sous-secrétaire adjoint à la Défense des renseignements, Christopher Mellon associé à Elizondo dans le cadre d'un organisme nommé « Académie des étoiles pour les arts et les sciences ».
Le 16 janvier 2019, la Defense Intelligence Agency a publié une liste de 38 titres de recherches poursuivis par le programme en réponse à une demande de Freedom of Information Act (FOIA) présentée par Steven Aftergood, directeur du projet sur le secret gouvernemental de la Federation of American Scientists. L'un de ces sujets de recherche, « Trous de ver transversaux, porte des étoiles et énergie négative », a été dirigé par Eric W. Davis de EarthTech International Inc, fondé par Harold Puthoff, qui était auparavant impliqué dans le projet Stargate. Un autre projet intitulé « Invisibility Cloaking » (cape invisible) était dirigé par le scientifique allemand Ulf Leonhardt, professeur à l'Institut scientifique Weizmann en Israël. Les recherches de Leonhardt portent sur l'optique quantique théorique. En 2006, ses travaux sur la création théorique d'un «trou» invisible dans l'espace, à l'intérieur duquel des objets peuvent être cachés », ont été cités par Nature. Un autre titre, Warp Drive, Dark Energy et la manipulation des dimensions supplémentaires, a été attribué au physicien théoricien Richard Obousy, directeur de l'association à but non lucratif Icarus Interstellar .
Le 22 mai 2019, le porte-parole du Pentagone, Christopher Sherwood, a confirmé au New York Post que le programme « s'était intéressé aux  phénomènes aériens non identifiés », réfutant les rumeurs selon lesquelles le programme ne se concentrerait que sur la physique théorique.
Le 26 mai 2019, le New York Times a révélé que des pilotes de la US Navy avaient aperçu de nombreux objets inexpliqués entre l'été 2014 et mars 2015 alors qu'ils volaient à haute altitude au large de la côte est des États-Unis. Un appareil a failli même percuter un de ces objets. Plusieurs vidéos ont été rendues publiques (voir Observations d'ovnis entre l'été 2014 et mars 2015 au large de la côte est des États-Unis).